# 和歌山県道228号高瀬古座停車場線
和歌山県道228号高瀬古座停車場線（わかやまけんどう228ごう たかせこざていしゃじょうせん）は、和歌山県東牟婁郡古座川町から東牟婁郡串本町に至る一般県道である。

## 概要
東牟婁郡古座川町月野瀬から東牟婁郡串本町西向に至る。途中東牟婁郡古座川町に、分断区間がある。

### 路線データ
- 起点：和歌山県東牟婁郡古座川町月野瀬（和歌山県道38号すさみ古座線交点）
- 終点：和歌山県東牟婁郡串本町西向（和歌山県道38号すさみ古座線交点）
- 実延長：4.276 km

## 歴史
- 1966年（昭和41年）1月22日 - 和歌山県が一般県道として高瀬古座停車場線を認定[1]。

## 路線状況

### 重複区間
- 和歌山県道38号すさみ古座線（東牟婁郡串本町古田 - 東牟婁郡古座川町高池）
- 和歌山県道227号田原古座線（東牟婁郡古座川町高池 - 東牟婁郡串本町中湊・中湊交差点）

### 道路施設

#### 橋梁
- 高瀬橋（古座川、東牟婁郡古座川町）
- 河内橋（古座川、東牟婁郡串本町 - 東牟婁郡古座川町、和歌山県道38号すさみ古座線重複区間内）
- 古座橋（古座川、東牟婁郡串本町）

## 地理

### 通過する自治体
- 和歌山県
  - 東牟婁郡古座川町 - 東牟婁郡串本町 - 東牟婁郡古座川町 - 東牟婁郡串本町

### 交差する道路
| 交差する道路                            | 市町村名 | 市町村名 | 交差する場所 | 交差する場所 |
| --------------------------------------- | -------- | -------- | ------------ | ------------ |
| 和歌山県道38号すさみ古座線              | 東牟婁郡 | 古座川町 | 月野瀬       | 起点         |
| 和歌山県道38号すさみ古座線 重複区間起点 | 東牟婁郡 | 串本町   | 古田         |              |
| 和歌山県道38号すさみ古座線 重複区間終点 | 東牟婁郡 | 古座川町 | 高池         |              |
| 和歌山県道227号田原古座線 重複区間起点  | 東牟婁郡 | 古座川町 | 高池         |              |
| 和歌山県道227号田原古座線 重複区間終点  | 東牟婁郡 | 串本町   | 中湊         | 中湊交差点   |
| 和歌山県道38号すさみ古座線              | 東牟婁郡 | 串本町   | 西向         | 終点         |

### 交差する鉄道
- 紀勢本線

### 沿線
- 古座川
- 高池郵便局
- 古座川町役場
- 古座川町立古座中学校
- JR西日本紀勢本線 古座駅